# Litorhina salamonae
Litorhina salamonae är en tvåvingeart som först beskrevs av Greathead 1967.  Litorhina salamonae ingår i släktet Litorhina och familjen svävflugor. Inga underarter finns listade i Catalogue of Life.